# Eragon
Eragon é o primeiro livro da tetralogia Ciclo da Herança escrita por Christopher Paolini. Paolini, que nasceu em 1983, começou a escrever o livro quando se graduou do ensino médio com 15 anos. Depois de escrever o primeiro rascunho por um ano, Paolini passou um segundo ano reescrevendo e detalhando a história e os personagens. Seus pais viram o manuscrito final e, em 2001, decidiram auto-publicar Eragon; Paolini passou um ano viajando pelos Estados Unidos promovendo o livro. Por acaso, o livro foi descoberto por Carl Hiaasen, que o reeditou e o publicou pela editora Alfred A. Knopf. A versão republicada foi lançada em 26 de agosto de 2003.
O livro conta a história de um menino chamado Eragon, que vive em uma fazenda e encontra uma misteriosa pedra azul nas montanhas. Mais tarde, ele descobre que a pedra é um ovo de dragão, do qual nasce Saphira. Quando o rei Galbatorix descobre a localização do ovo, ele envia os Ra'zac para roubá-lo, fazendo Eragon e Saphira serem forçados a fugir de sua cidade natal com um contador de histórias chamado Brom, um antigo Cavaleiro de Dragão.
Eragon foi o terceiro livro mais vendido de livros de capa dura para crianças de 2003 e o segundo livro de bolso mais vendido de 2005. Ele também ficou na Lista dos Livros Mais Vendidos para Crianças do New York Times por 121
semanas e foi adaptado em um longa-metragem de mesmo nome que foi lançado em 15 de dezembro de 2006.

## Contexto

### Origens e publicação
Christopher Paolini começou a ler livros de fantasia quando tinha 10 anos de idade. Com 14 anos, como passatempo, começou a escrever o primeiro romance em uma série de quatro livros, mas não conseguiu escrever mais do que algumas páginas, pois "não tinha ideia" do que estava fazendo. Ele passou então a ler tudo o que pôde sobre a "arte da escrita" e então escreveu toda série de livros Ciclo da Herança. Depois de um mês planejando a série, ele escreveu um esboço de Eragon à mão, que foi finalizado depois de um ano. Então, Paolini se dedicou a escrever a versão final do livro. Depois de mais um ano de aprimoramentos, os pais de Paolini viram o manuscrito final. Eles imediatamente viram o potencial do livro e decidiram publicá-lo na editora da família, Paolini International. Paolini também desenhou a capa do livro e os mapas desta edição de Eragon.
Paolini e sua família viajaram pelos Estados Unidos, promovendo o livro. Ele deu mais de 135 palestras em livrarias, bibliotecas e escolas. Muitas vezes, Paolini se vestia com roupas medievais durante as palestras; mas o livro não recebeu muita atenção. Paolini disse: "[eu] ficava atrás de uma mesa com a minha fantasia falando o dia todo sem parar - e vendia uns quarenta livros em oito horas se eu me saísse muito bem. [...] Foi uma experiência muito estressante, que eu não aguentaria por muito mais tempo" No verão de 2002, o romancista americano Carl Hiaasen estava de férias em uma das cidades onde Paolini deu uma palestra. Enquanto estava lá, o enteado de Hiaasen comprou um exemplar de Eragon que "amou imediatamente". Ele mostrou o livro a Hiaasen, que falou com a editora Alfred A. Knopf sobre ele. Michelle Frey, editora executiva da Knopf contatou Paolini e sua família perguntando se eles queriam que a editora publicasse o livro. A resposta foi sim, e após mais uma ronda de revisões, a Knopf publicou Eragon em agosto de 2003.

### Inspirações e influências

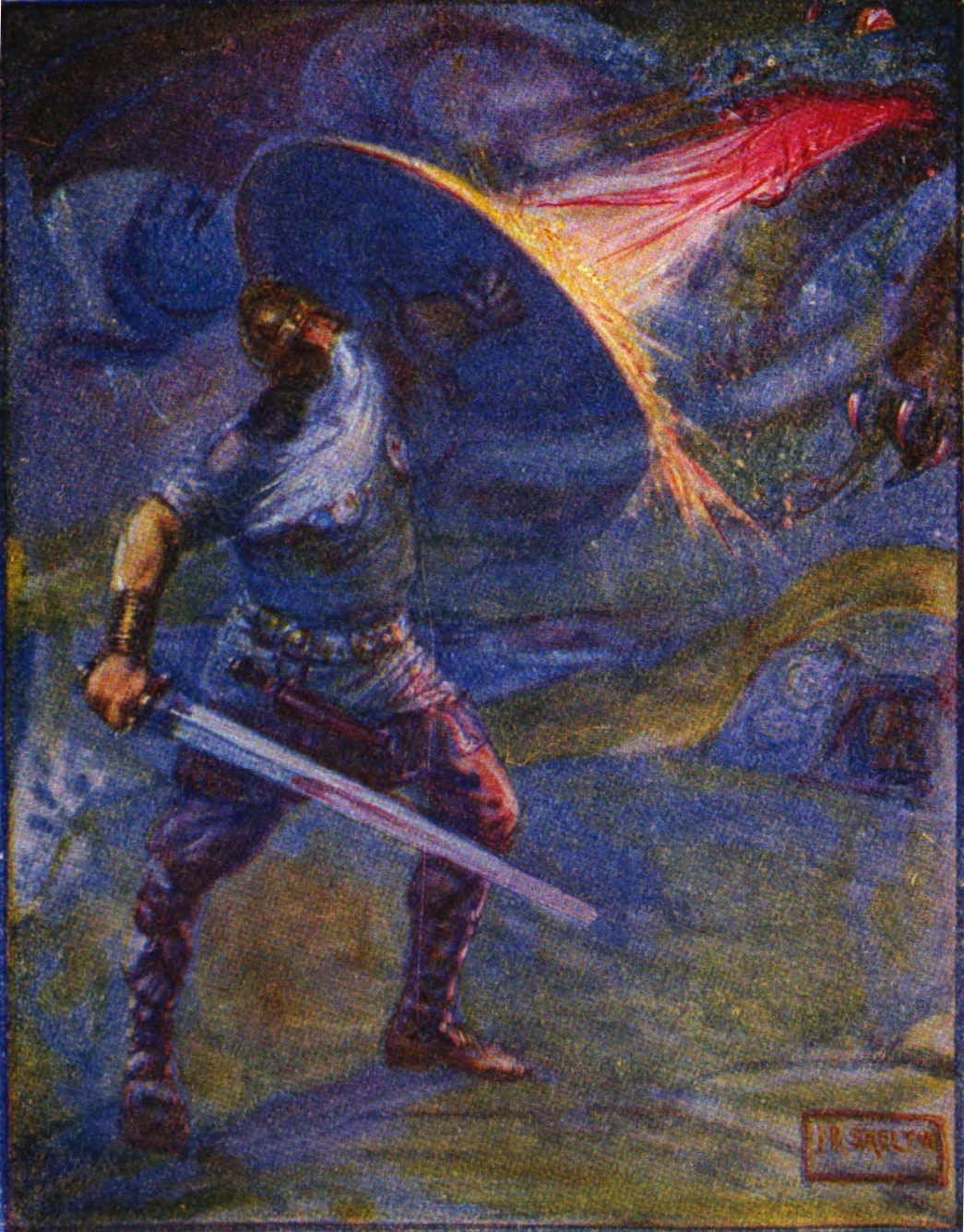
Paolini teve muita inspiração nos poemas épicos antigos (ilustração de Beowulf de 1908)

Segundo Paolini, suas principais inspirações foram mitos antigos, contos populares, histórias medievais, o poema épico Beowulf, e os autores J. R. R. Tolkien, E. R. Eddison como suas maiores influências na escrita. Outras influências literárias incluem David Eddings, Andre Norton, Brian Jacques, Anne McCaffrey, Raymond E. Feist, Mervyn Peake, Ursula K. Le Guin, Frank Herbert, Philip Pullman, e Garth Nix.
A língua antiga usada pelos elfos em Eragon é baseada quase inteiramente na língua nórdica antiga, alemão, anglo-saxão e russo. Paolini comentou: "fiz uma quantidade louca de pesquisa sobre o assunto quando estava escrevendo. Descobri que isso dava ao mundo uma sensação muito mais rica, muito mais antiga, usando essas palavras que existiam há séculos e séculos." Escolher os nomes certos para os personagens e lugares foi um processo que poderia levar "dias, semanas ou até anos". Ele acrescentou que teve "muita sorte" com o nome Eragon, "porque é apenas dragon (dragão) com uma letra mudada." Além disso, Paolini comentou que pensava no nome "Eragon" como em duas partes - "era" e gone: "era passada", como se o próprio nome mudasse a época em que o personagem vive.

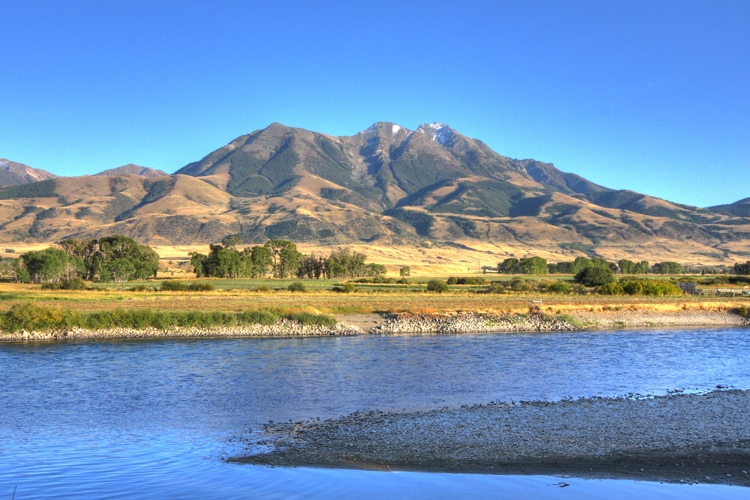
Paolini teve muita inspiração do Paradise Valley, em Montana (Imagem vista do rio Yellowstone)

A paisagem no livro é baseada na "área natural" do estado natal de Paolini, Montana. Paolini também disse que Paradise Valley, um vale em Montana é "uma das principais fontes" de sua inspiração para a paisagem do livro (a história se passa no continente ficcional Alagaësia). Paolini "esboçou" a história principal da Alagaësia antes de escrever o livro, mas não desenhou um mapa até que se tornou importante ver para onde Eragon estava viajando. Ele então começou a obter uma história e ideia de enredo ao ver a paisagem retratada.
Paolini escolheu que Eragon amadurecesse ao longo do livro porque, "por um lado, é um dos elementos arquetípicos da fantasia". O dragão de Eragon, Saphira, foi imaginado como "o amigo perfeito" por Paolini. Ele decidiu ir em uma "direção mais humana" com ela porque a personagem foi criada longe de sua própria espécie, em "contato mental próximo" com um humano. "Eu considerei fazer o dragão mais parecido com um dragão, em sua própria sociedade, mas eu não tive a chance de explorar isso. Eu escolhi fazer a Saphira mais humana, enquanto ainda tentava compreender um pouco da magia dos dragões." Paolini fez de Saphira a "melhor amiga que qualquer pessoa poderia ter: leal, divertida, corajosa, inteligente e nobre. Ela foi além disso, no entanto, e  e construiu sua própria personalidade: feroz, independente e orgulhosa." A cor azul de Saphira foi inspirada pelo daltonismo de Paolini.
Paolini incluiu elementos arquetípicos de um romance de fantasia como uma busca, jornada, vingança, romance, traição e uma espada "única". O livro é classificdo como uma fantasia, e o Booklist observou: "Paolini conhece muito bem o gênero - seu conto está cheio de convenções e elementos de fantasia reconhecíveis". Kirkus Reviews chamou o livro de "alta fantasia"; outros críticos o compararam a outros livros do gênero fantasia, como Star Wars e Senhor dos Anéis, e em alguns casos afirmaram que o enredo de Eragon é muito semelhante aos outros romances de fantasia.

## Enredo
Um espectro chamada Durza, junto com um grupo de Urgals, embosca um grupo de três elfos. Eles matam dois deles, e Durza tenta roubar um ovo carregado pela elfa restante, mas ela usa magia para teletransportar o ovo para outro lugar. Enfurecido, ele a rapta.
Eragon é um menino de quinze anos que vivia com seu tio Garrow e o primo Roran em uma fazenda na aldeia de Carvahall, abandonado por sua mãe Selena após seu nascimento. Enquanto caçava, o ovo de dragão aparece na frente dele. Na noite seguinte, um dragão bebê sai do ovo e se liga a Eragon. Eragon dá ao dragão o nome de Saphira, em homenagem a um nome mencionado pelo antigo contador de histórias da vila, Brom.
Ele mantém o dragão em segredo até que dois dos servos do Rei Galbatorix, os Ra'zac, vêm a Carvahall. Eragon e Saphira escapam e se escondem na Espinha, mas Garrow é mortalmente ferido e a fazenda é incendiada pelos Ra'zac. Assim que Garrow morre, Eragon e Saphira decidem caçar os Ra'zac, em vingança. Brom insiste em acompanhar Eragon e Saphira, e dá a Eragon a espada Zar'roc.
Eragon se torna um Cavaleiro de Dragão, devido ao seu vínculo com Saphira. Ele é o único Cavaleiro conhecido na Alagaësia além do Rei Galbatorix, que, com a ajuda dos agora mortos Renegados, um grupo de Cavaleiros desonestos, matou todos os outros Cavaleiros um século atrás. Enquanto viajam, Brom ensina luta de espadas a Eragon, magia, a antiga língua élfica e os caminhos dos Cavaleiros do Dragão.
Eles viajam para a cidade de Teirm, onde se encontram com Jeod, amigo de Brom. O destino de Eragon é contado pela bruxa Ângela, e seu companheiro, o menino-gato Solembum, dá a Eragon um conselho misterioso. Com a ajuda de Jeod, eles rastreiam os Ra'zac na cidade de Dras-Leona. Eles conseguem se infiltrar na cidade, mas são forçados a fugir após um encontro com os Ra'zac. Naquela noite, eles foram emboscados pelos Ra'zac. Um desconhecido chamado Murtagh os resgata, mas Brom está mortalmente ferido. Brom dá sua bênção a Eragon, revela que ele já foi um Cavaleiro de Dragão, com um dragão também chamado Saphira, e morre. Saphira usa magia para enterrar Brom em uma tumba de diamante.
Murtagh se torna o novo companheiro de Eragon e eles viajam para a cidade de Gil'ead, em busca de informações sobre como encontrar os Varden, um grupo de rebeldes que procuram a queda de Galbatorix. Perto de Gil'ead, Eragon é capturado e aprisionado em uma prisão que mantém uma elfa, com quem ele tinha sonhos recorrentes. Murtagh e Saphira planejam um resgate e na fuga, Eragon leva a elfa inconsciente com eles. Depois de lutar contra o espectro Durza, Murtagh aparentemente o mata com uma flecha disparada em sua cabeça, e eles escapam. Eragon se comunica telepaticamente com a elfa, chamada Arya, que revela que ela enviou o ovo para ele acidentalmente. Com ela, ele descobre a localização dos Varden. Murtagh reluta em viajar até os Varden, revelando que é filho de Morzan, ex-líder dos Renegados.
Um exército de Kulls, urgals de elite, persegue Eragon até a sede dos Varden, mas é expulso pelos Varden, que escoltam Eragon, Saphira, Murtagh e Arya até Farthen Dûr, seu esconderijo na montanha. Eragon encontra o líder dos Varden, Ajihad. Ajihad aprisiona Murtagh depois que ele se recusa a permitir que sua mente seja verificada para determinar sua lealdade. Ajihad diz a Eragon que Murtagh falhou em matar Durza, já que a única maneira de matar um Espectro é com uma facada no coração. Orik, sobrinho do anão Rei Hrothgar, é apontado como guia de Eragon e Saphira. Eragon também conhece a filha de Ajihad, Nasuada, e o braço direito de Ajihad, Jörmundur. Ele encontra Angela e Solembum novamente e visita Murtagh na prisão. Ele é testado por dois mágicos, os gêmeos, assim como por Arya.
Eragon e os Varden são então atacados por um imenso exército Urgal. Eragon luta pessoalmente com Durza novamente e, após uma batalha mental, é dominado por Durza, que o corta nas costas. Arya e Saphira quebram Isidar Mithrim, uma grande safira que formava o teto da câmara, para distrair Durza, permitindo que Eragon o apunhalasse no coração com sua espada. Eragon entra em coma e é visitado telepaticamente por um estranho, que diz a Eragon para visitá-lo na capital dos Elfos, Ellesméra. Ele acorda com uma cicatriz nas costas e decide viajar para Ellesméra.

## Avaliações
Eragon recebeu críticas positivas e negativas e foi criticado por sua natureza não original. Liz Rosenberg, do The New York Times Book Review, criticou Eragon por ter "descrições clichês", "prosa estranha e desengonçada". No entanto, ela concluiu a revisão observando que "apesar de todas as suas falhas, é uma obra autêntica e de grande talento". O School Library Journal escreveu que em Eragon "às vezes as soluções mágicas são muito convenientes para sair de situações difíceis." A Common Sense Media chamou o diálogo de Eragon de "muito longo" e "clichê", com um enredo "saído diretamente de Star Wars por meio de O Senhor dos Anéis, com partes de outras grandes obras de fantasia jogadas aqui e ali." O site admitiu que o livro é uma conquista notável para um autor tão jovem, e que seria "apreciado" pelos fãs mais novos.
As resenhas positivas de Eragon geralmente falaram sobre os personagens e o enredo do livro. Matt Casamassina, da IGN, disse que o livro era "divertido" e acrescentou que "Paolini sabe como segurar os olhos do leitor e isso é o que separa Eragon de muitos outros romances de fantasia". Chris Lawrence de About.com achava que o livro tinha todos os "ingredientes tradicionais" que tornam um romance de fantasia "prazeroso". O livro foi uma "leitura divertida" para ele porque é "rápido e emocionante" e "repleto de ação e magia". Lawrence concluiu dando ao livro uma avaliação de 3.8 / 5, comentando que "os personagens são interessantes, o enredo é envolvente e você sabe que o mocinho vai ganhar no final."
Eragon foi o terceiro livro infantil de capa dura mais vendido de 2003. Ele foi colocado na lista dos livros infantis mais vendidos do New York Times por 121 semanas. Em 2006, o livro foi premiado com o Prêmio Nene Award by the children of Hawaii. Também ganhou o prêmio Rebecca Caudill Young Reader's Book e o Young Reader's Choice Award no mesmo ano.

## Eragon em outros formatos

### Adaptação Cinematográfica

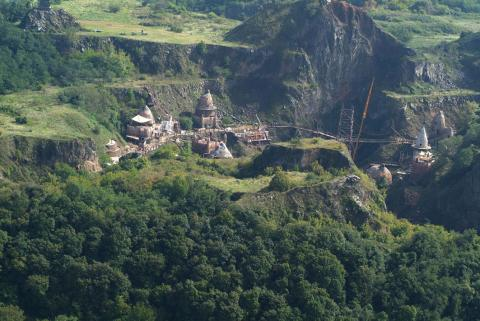
Fotografia aérea da montanha Ság, na Hungria. A montanha serviu como cenário de Farthen Dûr, uma montanha na terra imaginária da Alagaësia

Uma adaptação cinematográfica de Eragon foi lançada nos Estados Unidos em 15 de dezembro de 2006. Os planos para criar o filme foram anunciados pela primeira vez em fevereiro de 2004, quando a 20th Century Fox comprou os direitos autorais de Eragon. O filme foi dirigido por Stefen Fangmeier e escrito por Peter Buchman. Edward Speleers foi selecionado para o papel de Eragon. Nos meses seguintes, Jeremy Irons, John Malkovich, Chris Egan e Djimon Hounsou foram confirmados como integrantes do elenco. A maior parte das cenas do filme foram gravadas na Hungria e na Eslováquia.
O filme recebeu muitas críticas negativas, obtendo uma taxa de aprovação de 16% no Rotten Tomatoes; o décimo pior de 2006. O Seattle Times descreveu como "tecnicamente realizado, mas bastante sem vida e às vezes um pouco bobo". O Hollywood Reporter disse que o mundo de Eragon era "sem muito contexto ou profundidade". A história foi rotulada como "não original" pelo The Washington Post, e "genérica" pelo Las Vegas Weekly. O Newsday enfatizou esse ponto ainda mais, afirmando que apenas "crianças de nove anos sem nenhum conhecimento de qualquer um dos seis filmes de Star Wars" achariam o filme original. A atuação foi chamada de "falha" pelo Washington Post, bem como "artificial" e "sem vida" pelo Orlando Weekly. As falas também foram criticadas: a MSNBC classificou-as como "bobas"; o Las Vegas Weekly chamou de "estranho". Críticas positivas descreveram o filme como "divertido" e "as coisas de que as fantasias dos meninos são feitas". As imagens geradas por computador foram chamadas de "imaginativas" e Saphira foi chamada de "criação magnífica". Paolini afirmou que gostou do filme, elogiando particularmente as atuações de Jeremy Irons e Ed Speleers.
Eragon teve uma receita de aproximadamente US$75 milhões nos Estados Unidos e US$173,9 milhões em outros países, totalizando US$249 milhões em todo o mundo. É o sexto filme de maior bilheteria do subgênero espada e feitiçaria. Eragon ficou em cartaz por dezessete semanas nos Estados Unidos, com estreia em 15 de dezembro de 2006 e encerramento em 9 de abril de 2007. Ele estreou em 3.020 cinemas, obtendo US$8,7 milhões de dólares no dia da estréia e US$23,2 milhões no fim de semana da estréia, ficando em segundo lugar atrás apenas de The Pursuit of Happyness. O total bruto de US$75 milhões de Eragon foi a trigésima primeira maior bilheteria em 2006 nos Estados Unidos. O filme arrecadou US$150 milhões em seu fim de semana de estreia em 76 países no exterior, tornando-se o filme nº 1 em todo o mundo. O total bruto mundial do filme foi de US$249 milhões. Foi a décima sexta maior bilheteria em 2006.
Em junho de 2021, Christopher Paolini tuitou #EragonRemake para fazer com que a Disney, detentora dos direitos autorais do livro após adquirir a 21st Century Fox, renovasse a série de livros em um possível programa de televisão para Disney+. Em poucas horas, a hashtag se tornou tendência e os fãs pressionaram a empresa pedindo por uma adaptação adequada.

### Jogo
Baseada na versão cinemátográfica de Eragon, a história do Cavaleiro foi levada para os videogames. É um jogo em terceira pessoa desenvolvido pela Stormfront Studios e lançado em 14 de novembro de 2006 para Playstation 2, Xbox 360, PSP, Nintendo DS e Microsoft Windows.
O jogo recebeu críticas negativas, geralmente recebendo médias em torno de 50 a 55 (de 100), de acordo com os sites de críticas Metacritic e GameRankings. As vendas combinadas na América do Norte foram de mais de 400.000 cópias.